# كمك خداداد (لوداب)
كمك خداداد (بالفارسية: کمک خداداد) هي قرية تقع في إيران في قسم لوداب الريفي. يقدر عدد سكانها بـ 85 نسمة بحسب إحصاء 2016.